# Jos Beenhakkers
Jos Beenhakkers (6 maggio 1922 – 18 gennaio 1980) è stato un calciatore olandese, di ruolo centrocampista.

## Carriera

### Club
Ha giocato nella prima divisione olandese.

### Nazionale
Nel 1948 è stato convocato per i Giochi olimpici di Londra.